# Arges (mythologie)
Arges ("Verlichter") is een cycloop uit de Griekse mythologie, de zoon van Gaia en Ouranos. Zijn broers waren Steropes en Brontes. Samen met hen en hun halfbroers, de Titanen en de Hecatonchiren, werd hij door zijn vader opgesloten in Tartarus, de onderwereld, totdat Zeus hen bevrijdde. Na zijn vrijlating werkte Arges als hulpje van Hephaistos.
Brontes · Steropes · Arges · Euryalos · Elatreus · Trakhios · Halimedes · Polyphemos